# 661
Évszázadok: 6. század – 7. század – 8. század
Évtizedek: 610-es évek – 620-as évek – 630-as évek – 640-es évek – 650-es évek – 660-as évek – 670-es évek – 680-as évek – 690-es évek – 700-as évek – 720-as évek
Évek: 656 – 657 – 658 – 659 –  660 – 661 – 662 – 663 – 664 – 665 – 666

## Események

### Európa
- Meghal I. Aripert longobárd király. Utódja két fia, Perctarit (aki Milónóból uralkodik) és Godepert (akinek Paviában van a székhelye).
- Cenwalh wessexi király a posentesburgi csatában legyőzi a Devon közepén élő britonokat és kiszorítja őket a partvidékre.
- Wulfhere merciai király betör Wessex keleti határvidékére és a Temze felső folyásától eljut Wight szigetéig. A jütök által lakott szigetet és Dél-Hampshire-t átadja szövetségesének, Æthelwealh sussexi királynak, aki cserébe megkeresztelkedik.
- A Frank Birodalomban Balthild anyakirályné és a 9 éves III. Chlothar megalapítja a corbie-i apátságot.

### Arab Kalifátus
- Három háridzsita összeesküvést sző a három politikai vezető, Ali kalifa, Muávija szíriai kormányzó és Amr ibn al-Ász egyiptomi kormányzó meggyilkolására, akik szerintük a belháborúval tönkreteszik a muszlim közösséget. A merényletek közül csak az első sikerül, január 26-én Kúfában mérgezett karddal megsebesítik a mecsetben imádkozó Alit, aki két nappal később belehal sérüléseibe. Utódjául fiát, Hasszánt választják.
- Muávija politikai és katonai ereje alapján magát tartja a jogos kalifának és nagy sereggel Hasszán ellen vonul Irakba. Hasszán katonái nem akarnak muszlimok ellen harcolni és amikor egy háridzsita merénylő megsebesíti a kalifát, moráljuk tovább csökken. Hasszán augusztusban kiegyezik Muávijával, egy jelentősebb összegért lemond és Muávija kerül a muszlimok élére, megalapítva ezzel az Omajjád-dinasztiát. Egy jelentős csoport, a síiták nem ismerik el Muáviját, szerintük a Mohamed prófétával rokonságban levő Alit és utódait Allah jelölte ki a közösség vezetésére és ebben világi politikai erőviszonyoknak nem lehet beleszólása.

### Távol-Kelet
- A 66 éves Szeimei japán császárnő hadjáratot szervez Koreába, hogy visszaállítsa az előző évben megdöntött Pekcse királyságát. Székhelyét áthelyezi Kjúsúba, hogy ott szálljon hajóra, de még indulás előtt meghal. Trónját fia, Nakano Óe örökli, aki a Tendzsi uralkodói nevet veszi fel.
- Meghal Mujol, a Pekcsét meghódító Silla királya. Utóda fia, Munmu, aki kínai segítséggel támadást intéz a másik koreai rivális állam, Kogurjo ellen. Bár elérik és ostrom alá veszik a kogurjói fővárost, Phenjant, végül kénytelenek visszavonulni.
- Pekcsében ellenállási mozgalom indul a sillai-kínai megszállással szemben és ostrom alá veszik a volt fővárosba, Szabiba helyezett kínai erőket. A kínaiak felmentik a várost, de a felkelést egyelőre nem tudják elnyomni.

## Születések
- Al-Haddzsádsz ibn Júszuf, omajjád kormányzó

## Halálozások
- január 28. – Ali, kalifa
- július 24. – Szaimei, japán császárnő
- I. Aripert, longobárd király
- Landry, párizsi püspök

## Fordítás
- Ez a szócikk részben vagy egészben  a(z)   661 című angol Wikipédia-szócikk ezen változatának fordításán alapul.  Az eredeti cikk szerkesztőit annak laptörténete sorolja fel. Ez a jelzés csupán a megfogalmazás eredetét és a szerzői jogokat jelzi, nem szolgál a cikkben szereplő információk forrásmegjelöléseként.